# Мечеть Парижской Богоматери
«Мече́ть Парижской Богома́тери» — роман-антиутопия российской писательницы Елены Чудиновой, выпущенный на русском языке в 2005 году.
События романа разворачиваются в 2048 году во Франции, власть в которой захватили мусульманские иммигранты. По словам писательницы, считающей себя христианкой, она не верит в диалог цивилизаций из-за того, что мусульмане ведут его с позиции силы. Роман был написан под впечатлением от войны в Чечне, а также захвата школьников в Беслане.
Роман был переведён на несколько языков, помимо этого, вышло пиратское издание в Турции. На основе романа был снят четырёхсерийный художественно-документальный фильм, режиссёром которого стал Владимир Синельников. Книга Чудиновой стала лауреатом наград «Басткон» и «Иван Калита».

## История создания

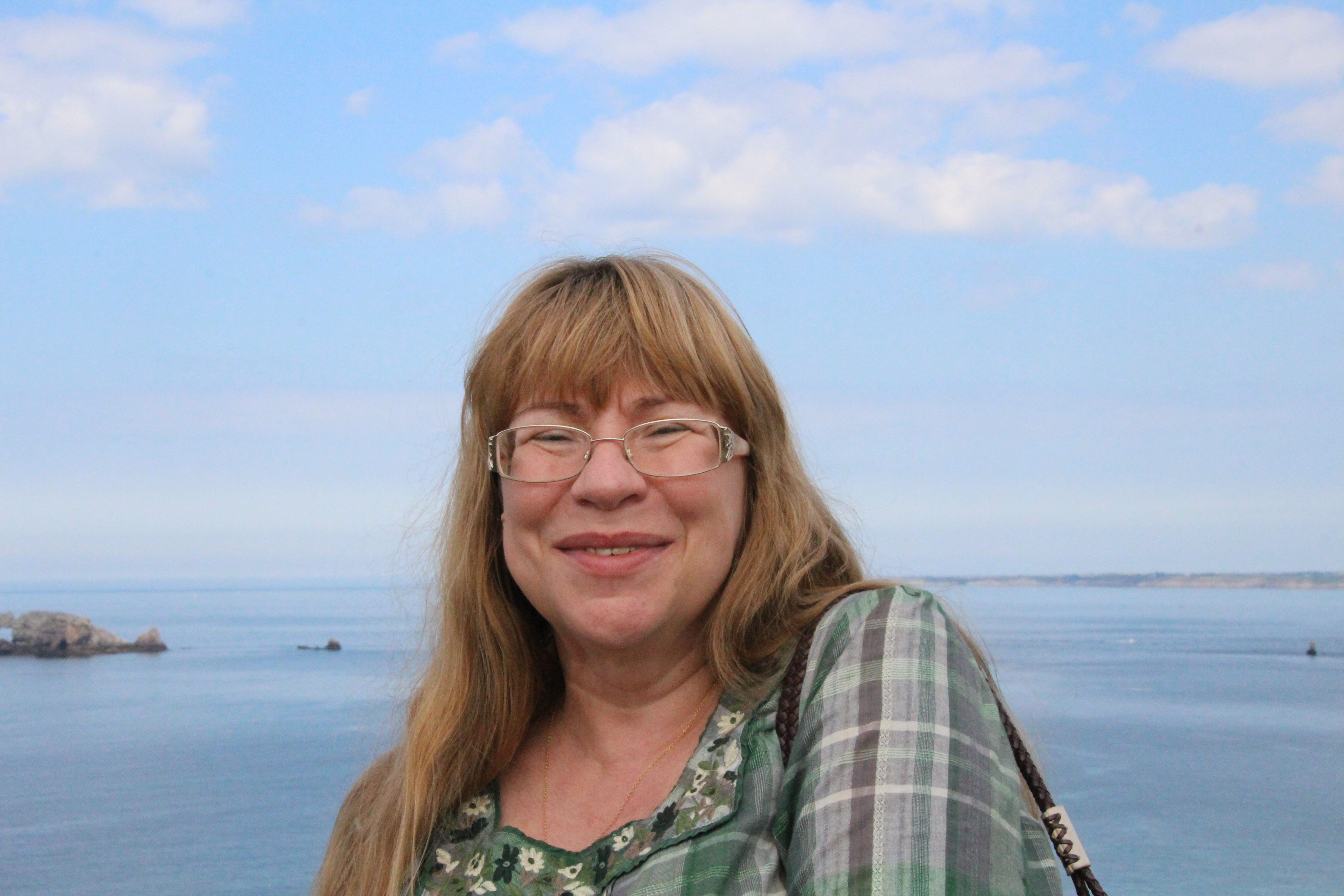
Елена Чудинова

Елена Чудинова до создания романа никогда не писала ни о будущем, ни о настоящем, а также не интересовалась ранее исламом. Известно, что на неё сильно повлияли события в Чечне. Тем не менее, во время написания романа по мнению автора книги тема исламизма уже «витала в воздухе», а помимо этого случились захват заложников в школе Беслана, и это убедило Чудинову в том, что ислам — политическая сила всемирного масштаба.
«Мечеть Парижской Богоматери» была написана всего за пять месяцев, тогда как обычно Чудиновой на создание книги требуется не меньше года. Рассказывая о том, почему именно Париж и Нотр-Дам были выбраны для «Мечети», Чудинова отмечает, что константинопольскую Ая София уже переделали в мечеть таким же образом пятьюстами годами ранее, и «Нотр-Дам — единственное, что у нас осталось». Она также отмечает, что при беседе с представителем исламской уммы тот отметил, что «при росте числа мигрантов мусульман будет всё больше и больше, а когда их станет больше и больше — здесь будет шариат», что убедило её в намерении мусульман не интегрироваться в общество, а навязывать свои ценности. Она также считает невозможным вести диалог цивилизаций с представителями ислама, так как те ведут его с позиции силы («у нас слово, у них пуля»).

### Зарубежные публикации
Позднее книга была переведена на несколько европейских языков: сербский, французский, польский, болгарский, английский, немецкий, норвежский и турецкий.
После окончания французского перевода долгое время не удавалось найти издательство, готовое опубликовать роман во Франции. Как утверждает французский книгоиздатель Жан Робен, он издал эту книгу в 2009 году после того, как 62 издательства отказались выпустить её, опасаясь обвинений в антимусульманских взглядах. Перевод книги на французский язык был заказан Еленой Чудиновой и в первое время был свободно доступен в интернете, но переводчик пожелал остаться анонимным, опасаясь за свою жизнь.
В Турции роман издан пиратским образом.

## Сюжет

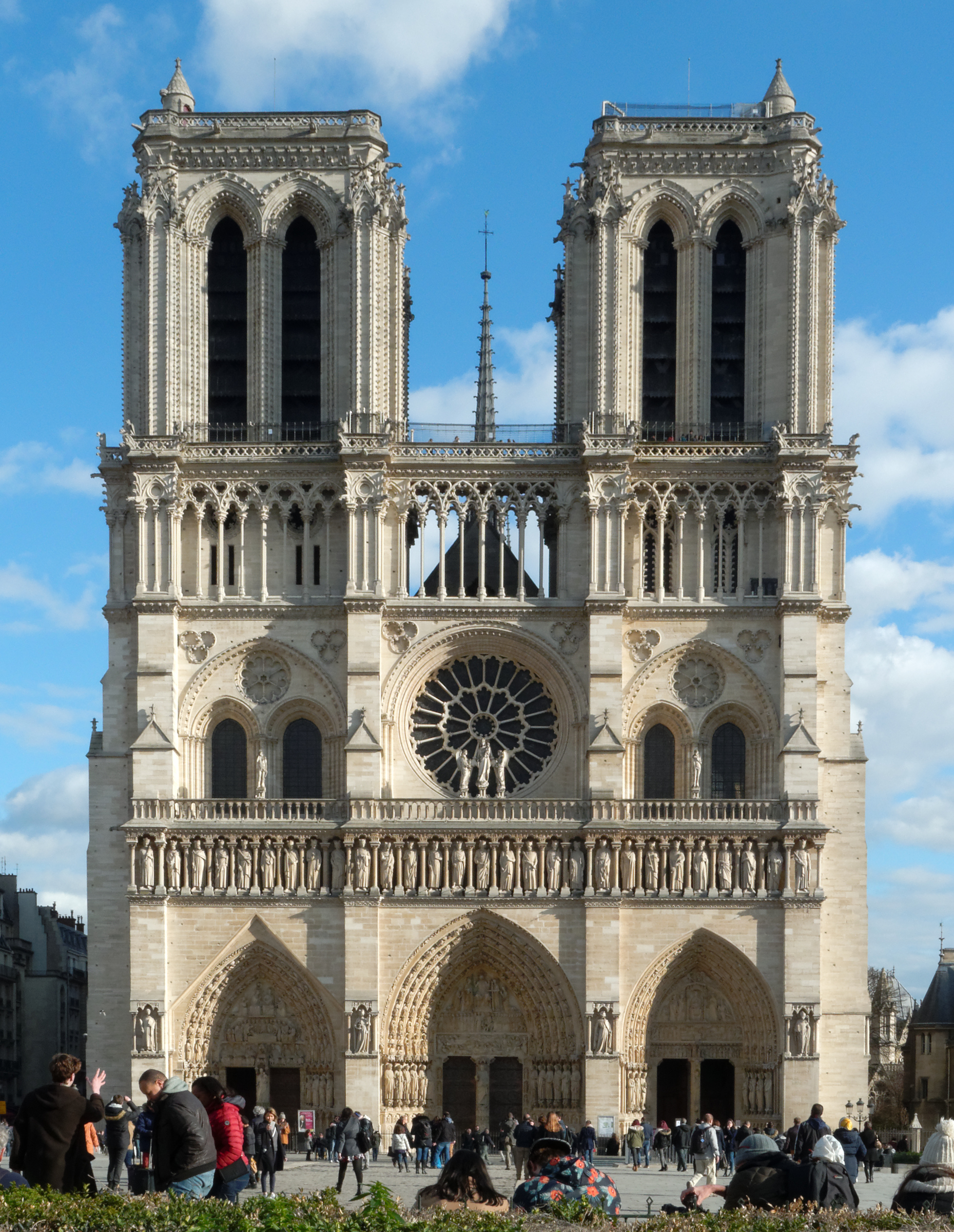
Собор Парижской Богоматери

Действие романа происходит в середине XXI века (в более поздних изданиях уточняется, что в 2048 году). Под влиянием исламской агрессии мир разделяется на части: Европу, полностью потерявшую культуру и традиции, Россию со своими союзниками, успешно противостоящую исламским захватчикам, Соединённые Штаты Америки, раздираемые внутренним противостоянием, а также отдалённые страны, не подверженные влиянию ислама, — такие как Китай, Япония и Австралия. Основные события разворачиваются во Франции, где основная часть населения под гнётом исламистов покорно принимает их религию и не сопротивляется, большая часть культурного наследия и произведений искусства уничтожена, а собор Нотр-Дам превращён в мечеть Аль-Франкони.
Люди, не ставшие мусульманами, лишены многих прав и живут в гетто. Часть из них исповедует католицизм и, отказываясь от вооружённой борьбы, предпочитает тайно служить мессу в ожидании Скончания дней. Другие, уходя в катакомбы, участвуют в движении Сопротивления. Среди лидеров Сопротивления выделяется София Севазмиу — русская еврейка, вдова греческого коммерсанта Леонида Севазмиоса, который под прикрытием книжного бизнеса организовывал вооружённую борьбу с исламизмом. Прототипом Севазмиу, по мнению критика Галины Юзефович, является итальянская журналистка Орианна Фаллачи (это также подтверждается самой Чудиновой в интервью), а история её детства списана с Аллы Гейфман. В свою очередь, одну из христианских общин Парижа возглавляет католический священник отец Лотар, принадлежащий к Священническому братству святого Пия Х. Среди других участников Сопротивления, которых в Париже 2048 года называют «макисарами» по аналогии с движением Второй мировой войны, — Эжен-Оливье Левек, чей дед был министрантом собора Парижской Богоматери и погиб при его штурме ваххабитами, юная нормандка Жанна Сентвиль и юродивая Валери.
В качестве исторических положительных героев в романе описаны православные христиане и католики-традиционалисты, последователи архиепископа Марселя Лефевра. В то же время католики-модернисты, в частности Папа Иоанн Павел II и кардинал Жан-Мари Люстиже, охарактеризованы весьма критически.
В ходе сюжета Эжен-Оливье Левек получает задание проникнуть в квартиру руководителя Парижской лаборатории ядерных исследований Ахмада ибн Салиха и выкрасть секретные файлы с его компьютера. Однако оказывается, что лаборатория не ведёт никакой работы, а сам Ахмад ибн Салих — в действительности резидент российской разведки Слободан Вукович (косовский серб, переселившийся в Россию после того, как Сербию поглотила Албания). Во время встречи с лидерами макисаров Вукович рассказывает, что власти намерены уничтожить почву для мятежей и ликвидировать все гетто вместе с непокорившимися жителями. В ответ участники Сопротивления решают захватить остров Сите в центре Парижа и, отвлекая армию и полицию на уличные бои, эвакуировать обитателей гетто. Чтобы при этом деморализовать исламистов, макисары хотят устроить «победу креста над полумесяцем»: превратить мечеть Аль-Франкони обратно в собор Парижской Богоматери, отслужить в нём мессу (ради неё христиане соглашаются взять в руки оружие), а затем взорвать, чтобы он больше никогда не становился святилищем другой религии. Взрыв собора должен стать сигналом к отступлению.
Во время операций Сопротивления некоторые персонажи вспоминают прежнюю жизнь. Так, одну из героинь во времена свободной Франции звали Анеттой, а после принятия ислама стали звать Асет. Её муж, офицер полиции Касим, перед смертью переходит на сторону макисаров, а его последние слова — «Я им не Касим. Я — Ксавье!».
После удачного захвата Сите отец Лотар переосвящает мечеть в собор и совершает мессу, а София Севазмиу минирует здание. Оба остаются в нём до конца. Слободан Вукович гибнет на баррикадах, а Эжен-Оливье покидает город вместе с Валери и Жанной.

## Критика
Роман вызвал очень широкое общественное обсуждение, став книгой-скандалом. Во многом это связано с тем, что в романе поддерживаются антиисламские взгляды, впервые высказанные Орианой Фаллачи в книге «Ярость и гордость», описывающей трагедию 11 сентября 2001 года в Нью-Йорке и вызвавшую скандал по обе стороны. По мнению же автора книги, конфликт цивилизаций при развитии событий неизбежен, что связано с чрезмерной политкорректностью.
Православный публицист Владимир Карпец считает, что эта книга, имеющая антиисламскую направленность, вредна и разрушительна, так как, по его мнению, для России подходит только союз с исламским миром (в частности из-за большого процента мусульман в России).
Французское ультраправое издательство Riposte laïque отмечает, что на самом деле Чудинова слабо разбирается во французской социологической реальности, но в то же время считает её книгу справедливым предостережением, к которому стоит прислушаться. Они считают, что если бы подобное вышло в 1979 году и к нему бы прислушались, возможно, удалось бы избежать терактов в редакции Charlie Hebdo, трагедии 11 сентября, а также других потрясений, связанных с радикальным исламом. По словам Жана Робена, опубликовавшего книгу, читатели сначала ознакомились со свободной версией в интернете, назвав её превосходной.
По заявлению Чудиновой, оппоненты ставили ей в вину предвзятость, ксенофобию, сосредоточенность лишь на радикальном исламизме и поверхностное знание Корана. Отвечая, Чудинова указывала, что христианин не может признавать за исламом равные права, так как Библия прямо называет христианство единственной верной религией. Что касается толерантности и политкорректности, они заклеймлены уже в авторских комментариях к роману.
Андрей Буровский считает, что книга Чудиновой является «блестящей и страшной», разделяя взгляды автора: что для того, чтобы воевать, нужно иметь то, за что воевать. Он также допускает, что описанные события могут произойти в реальности, но для этого нужно «сохранить себя».
Критикуют книгу также и с литературной точки зрения. Французы отмечают не лучшее качество перевода, а также специфический, трудночитаемый стиль повествования, а Галина Юзефович — «реализованный на скорую руку» сюжет, признавая при этом, что Чудиновой были важны не литературные достижения, а идеологические.

## Фильмография
В 2011 году снят художественно-документальный фильм «Мечеть Парижской Богоматери» в четырёх сериях, режиссёром которого стал Владимир Синельников. Этот фильм входит в серию «Третья мировая началась», а по словам его создателя, он после прочтения книги задумался о предстоящей потенциальной катастрофе и допускает, что точка возврата уже может быть пройдена. «Поэтому я с печальными настроениями завершал эту работу», — отметил Синельников, сказав также в конце заключительной серии фильма, что «если не осознать эту проблему сейчас, то все мы обречены».

## Награды
- В 2005 году «Мечеть Парижской Богоматери» стала лауреатом премии «Басткон»[1].
- В 2006 году роман победил в конкурсе «Иван Калита-2006»[28].

### Русскоязычные издания
- Чудинова, Е. П. Мечеть Парижской Богоматери. — Яуза, Лепта-Пресс, Эксмо. — М.: Вече, 2005. — 528 с. — 7100 экз. — ISBN 5699111670.
- Чудинова, Е. П. Мечеть Парижской Богоматери: 2048 год. — М.: Вече, 2005. — 528 с. — 7000 экз. — ISBN 5981940611.
- Чудинова, Е. П. Мечеть Парижской Богоматери: 2048 год. — М.: Лепта-Пресс, Эксмо, Яуза, 2006. — 448 с. — 10 000 экз. — ISBN 9785699147540.
- Чудинова, Е. П. Мечеть Парижской Богоматери. — М.: Олимп, 2011. — 288 с. — 1000 экз. — ISBN 9785964803546.
- Чудинова, Е. П. Мечеть Парижской Богоматери: 2048 год. — М.: Вече, Грифъ, 2012. — 320 с. — 6000 экз. — ISBN 9785444402306. — ISBN 9785905889042.
- Чудинова, Е. П.. Мечеть Парижской Богоматери: 2048 год. — М.: Вече, 2015. — 320 с. — ISBN 9785444445037.

### Иностранные издания
- Чудинова, J., Милинчић, Љ. Богородична џамија у Паризу. — Београд: Руссика, 2006. — 237 с. — ISBN 9788686201225.
- Tchoudinova E. La mosquée Notre-Dame de Paris : année 2048 : roman-mission. — Paris: Tatamis, 2009. — 481 p. — ISBN 9782917617021.
- Czudinowa E. Meczet Notre Dame. Rok 2048. — Warszawa: Wydawnictwo Varsovia, 2012. — 312 S. — ISBN 9788361463030.
- Чудинова, Е. П. Джамията „Парижката Света Богородица“: 2048 година. — София: Велик архонтски събор, 2013. — 304 с. — ISBN 9786199004111.
- Chudinova E., Maxwell Anderson D., Ivanišević de Berthet, S. The mosque of Notre Dame. — Forest Lake, Minnesota: The Remnant Press, 2015. — 267 p. — ISBN 9781944241049.
- Tschudinowa, J., Lehmann, B. Die Moschee Notre-Dame: Anno 2048. — Leipzig: Renovamen Verlag, 2017. — 434 S. — ISBN 9783956211287.